# Katharina Bauer (athlétisme)
Pour les articles homonymes, voir Katharina Bauer et Bauer.
Katharina Bauer (née le 12 juin 1990) est une athlète allemande, spécialiste du saut à la perche.

## Biographie
Huitième des championnats d'Europe en salle 2013, elle se classe troisième des championnats d'Europe par équipes 2014. En mai 2014, elle porte son record personnel à 4,55 m.

### Palmarès
| Date | Compétition                       | Lieu      | Résultat | Marque |
| ---- | --------------------------------- | --------- | -------- | ------ |
| 2013 | Championnats d'Europe en salle    | Göteborg  | 8e       | 4,22 m |
| 2013 | Universiade                       | Kazan     | 5e       | 4,30 m |
| 2014 | Championnats d'Europe par équipes | Brunswick | 3e       | 4,40 m |
| 2015 | Championnats d'Europe en salle    | Prague    | finale   | NM     |

### Records
| Épreuve          | Performance | Lieu   | Date        |
| ---------------- | ----------- | ------ | ----------- |
| Saut à la perche | 4,60 m      | Prague | 7 mars 2015 |